# Crocota illibata
Crocota illibata är en fjärilsart som beskrevs av Ignaz Schiffermüller 1775. Crocota illibata ingår i släktet Crocota och familjen mätare. Inga underarter finns listade i Catalogue of Life.